# Vitricythara metria
Vitricythara metria är en snäckart som först beskrevs av Dall 1903.  Vitricythara metria ingår i släktet Vitricythara och familjen kägelsnäckor. Inga underarter finns listade i Catalogue of Life.